# Fußball-Verbandspokal 2023/24
Über den Fußball-Verbandspokal 2023/24 wurden 22 Teilnehmer der 21 Landesverbände des DFB am DFB-Pokal 2024/25 ermittelt. Die Sieger der Verbandspokale waren zur Teilnahme an der ersten Runde des Wettbewerbs berechtigt. Die drei Landesverbände mit den meisten Herrenmannschaften im Spielbetrieb – Bayern, Niedersachsen und Westfalen – entsandten zusätzlich jeweils einen zweiten Teilnehmer. Somit qualifizierten sich 24 Amateurvereine für den nationalen Pokalwettbewerb, davon 22 über die Verbandspokale. Zweite Mannschaften von Vereinen und Kapitalgesellschaften durften nicht am DFB-Pokal teilnehmen.
In Niedersachsen qualifizierten sich die Sieger beider Pokalwettbewerbe für den DFB-Pokal. In Bayern qualifizierte sich die beste teilnahmeberechtigte Mannschaft der Regionalliga Bayern 2023/24, in Westfalen die beste teilnahmeberechtigte westfälische Mannschaft der Oberliga Westfalen 2023/24 zusätzlich zum Sieger des Verbandspokals für die erste Hauptrunde des DFB-Pokals.
Hätte ein Verbandspokalsieger einen der ersten vier Plätze der 3. Liga belegt, wäre der unterlegene Finalist nachgerückt.

## Endspiele
Die Tabelle gibt eine Übersicht über die Verbandspokal-Endspiele der Saison 2023/24. Die Mannschaften, die sich für den DFB-Pokal qualifiziert hatten, sind fett dargestellt.
| Verband                | Pokal                                                            | Termin                   | Austragungsort       | Stadion                     | 1. Finalist                   | Ergebnis             | 2. Finalist                  |
| ---------------------- | ---------------------------------------------------------------- | ------------------------ | -------------------- | --------------------------- | ----------------------------- | -------------------- | ---------------------------- |
| Baden                  | bfv-Rothaus-Pokal                                                | 25. Mai 2024, 11:45 Uhr  | Walldorf             | Dietmar-Hopp-Sportpark      | 1. FC Mühlhausen (VL)         | 0:8 (0:5)            | SV Sandhausen (3L)           |
| Bayern 1               | Bayerischer Toto-Pokal (2023/24)                                 | 25. Mai 2024, 16:45 Uhr  | Würzburg             | Akon Arena                  | Würzburger Kickers (RL)       | 1:2 (1:1)            | FC Ingolstadt 04 (3L)        |
| Berlin                 | Cosy-Wasch Landespokal (2023/24)                                 | 25. Mai 2024, 11:45 Uhr  | Berlin               | HOWOGE-Arena „Hans Zoschke“ | FC Viktoria 1889 Berlin (RL)  | 3:0 (0:0)            | TuS Makkabi Berlin (OL)      |
| Brandenburg            | Brandenburgischer Landespokal (2023/24)                          | 25. Mai 2024, 15:45 Uhr  | Cottbus              | LEAG Energie Stadion        | Energie Cottbus (RL)          | 3:1 (1:1)            | SV Babelsberg 03 (RL)        |
| Bremen                 | Lotto-Pokal Bremen                                               | 25. Mai 2024, 11:45 Uhr  | Bremen               | Marko Mock Arena            | SV Hemelingen (OL)            | 0:3 (0:2)            | Bremer SV (RL)               |
| Hamburg                | Lotto-Pokal Hamburg                                              | 25. Mai 2024, 11:45 Uhr  | Hamburg              | Stadion Hoheluft            | USC Paloma (OL)               | 0:4 (0:4)            | FC Teutonia 05 Ottensen (RL) |
| Hessen                 | Bitburger Hessenpokal (2023/24)                                  | 25. Mai 2024, 16:45 Uhr  | Frankfurt am Main    | PSD Bank Arena              | Türk Gücü Friedberg (OL)      | 2:3 (1:1)            | Kickers Offenbach (RL)       |
| Mecklenburg-Vorpommern | Lübzer Pils Cup                                                  | 25. Mai 2024, 13:45 Uhr  | Greifswald           | Volksstadion Greifswald     | Greifswalder FC (RL)          | 5:0 (3:0)            | TSG Neustrelitz (OL)         |
| Mittelrhein            | Bitburger-Pokal (2023/24)                                        | 25. Mai 2024, 13:45 Uhr  | Köln                 | Sportpark Höhenberg         | Alemannia Aachen (RL)         | 4:2 (2:1)            | Bonner SC (OL)               |
| Niederrhein            | Niederrheinpokal                                                 | 25. Mai 2024, 15:45 Uhr  | Essen                | Stadion an der Hafenstraße  | Rot-Weiß Oberhausen (RL)      | 0:3 (0:0)            | Rot-Weiss Essen (3L)         |
| Niedersachsen          | Krombacher Niedersachsenpokal 3. Liga und Regionalliga (2023/24) | 28. März 2024, 19:00 Uhr | Meppen               | Hänsch-Arena                | SV Meppen (RL)                | 2:0 (0:0)            | Blau-Weiß Lohne (RL)         |
| Niedersachsen          | Krombacher Niedersachsenpokal Amateure (2023/24)                 | 25. Mai 2024, 13:45 Uhr  | Hildesheim           | Friedrich-Ebert-Stadion     | VfV 06 Hildesheim (OL)        | 2:0 (1:0)            | SV Atlas Delmenhorst (OL)    |
| Rheinland              | Bitburger-Rheinlandpokal                                         | 25. Mai 2024, 13:45 Uhr  | Koblenz              | Stadion Oberwerth           | TuS Koblenz (RL)              | 2:0 (1:0)            | SG Schneifel (VL)            |
| Saarland               | Sparkassenpokal Saar                                             | 25. Mai 2024, 11:45 Uhr  | Saarbrücken          | Ludwigsparkstadion          | 1. FC Saarbrücken (3L)        | 2:1 (2:1)            | FC 08 Homburg (RL)           |
| Sachsen 2              | Wernesgrüner Sachsenpokal (2023/24)                              | 25. Mai 2024, 15:45 Uhr  | Dresden              | Rudolf-Harbig-Stadion       | Dynamo Dresden (3L)           | 2:0 n. V. (0:0, 0:0) | FC Erzgebirge Aue (3L)       |
| Sachsen-Anhalt         | dachbleche24 Landespokal                                         | 25. Mai 2024, 11:45 Uhr  | Halle (Saale)        | Leuna-Chemie-Stadion        | VfB Germania Halberstadt (OL) | 2:4 n. V. (1:1, 1:0) | Hallescher FC (3L)           |
| Schleswig-Holstein     | SHFV-Lotto-Pokal (2023/24)                                       | 25. Mai 2024, 13:45 Uhr  | Todesfelde           | Joda Sportpark              | SV Todesfelde (OL)            | 1:3 (1:1)            | 1. FC Phönix Lübeck (RL)     |
| Südbaden               | SBFV-Rothaus-Pokal                                               | 25. Mai 2024, 13:45 Uhr  | Freiburg im Breisgau | Dreisamstadion              | FC 08 Villingen (OL)          | 1:0 (1:0)            | SC Lahr (VL)                 |
| Südwest                | Bitburger Verbandspokal                                          | 25. Mai 2024, 11:45 Uhr  | Ingelheim            | Stadion Blumengarten        | TSV Schott Mainz (RL)         | 4:1 (2:0)            | SV Gonsenheim (OL)           |
| Thüringen              | Thüringen Pokal                                                  | 25. Mai 2024, 11:45 Uhr  | Meuselwitz           | Bluechip-Arena              | ZFC Meuselwitz (RL)           | 0:4 (0:3)            | FC Carl Zeiss Jena (RL)      |
| Westfalen              | Krombacher Westfalenpokal (2023/24)                              | 25. Mai 2024, 16:45 Uhr  | Bielefeld            | SchücoArena                 | Arminia Bielefeld (3L)        | 3:1 (2:1)            | SC Verl (3L)                 |
| Württemberg            | DB Regio-wfv-Pokal (2023/24)                                     | 25. Mai 2024, 15:45 Uhr  | Aspach-Großaspach    | WIRmachenDRUCK Arena        | SG Sonnenhof Großaspach (OL)  | 1:4 (0:1)            | VfR Aalen (RL)               |

| Spielklassenzuordnung der gleichen Saison | Spielklassenzuordnung der gleichen Saison |
| ----------------------------------------- | ----------------------------------------- |
| (3L)                                      | 3. Liga                                   |
| (RL)                                      | Regionalliga (4. Liga)                    |
| (OL)                                      | Oberliga (5. Liga)                        |
| (VL)                                      | Verbandsliga (6. Liga)                    |